# Neoveitchia
Neoveitchia là một chi thực vật có hoa thuộc họ Arecaceae.

## Các loài
Chi này có các loài sau:
- Neoveitchia brunnea Dowe, Austral. Syst. Bot. 9: 36 (1996).
- Neoveitchia storckii (H.Wendl.) Becc., Palme Nuova Caledonia: 10 (1920).